# Complutia transversa
Complutia transversa är en fjärilsart som beskrevs av Walker 1869. Complutia transversa ingår i släktet Complutia och familjen nattflyn. Inga underarter finns listade i Catalogue of Life.